# Зорино (Рязанская область)
Зорино — село в составе Калининского сельского поселения Ухоловском районе Рязанской области России.

## География
Село расположено в 5 километрах к востоку — северо-востоку от райцентра, на правом берегу реки Ченавки, правом притоке реки Мостья.

## История
Село впервые упоминается в 1687 году под названием Новоникольское. В конце XVII века вместо имевшийся в селе часовни была построена деревянная Христорождественская церковь.

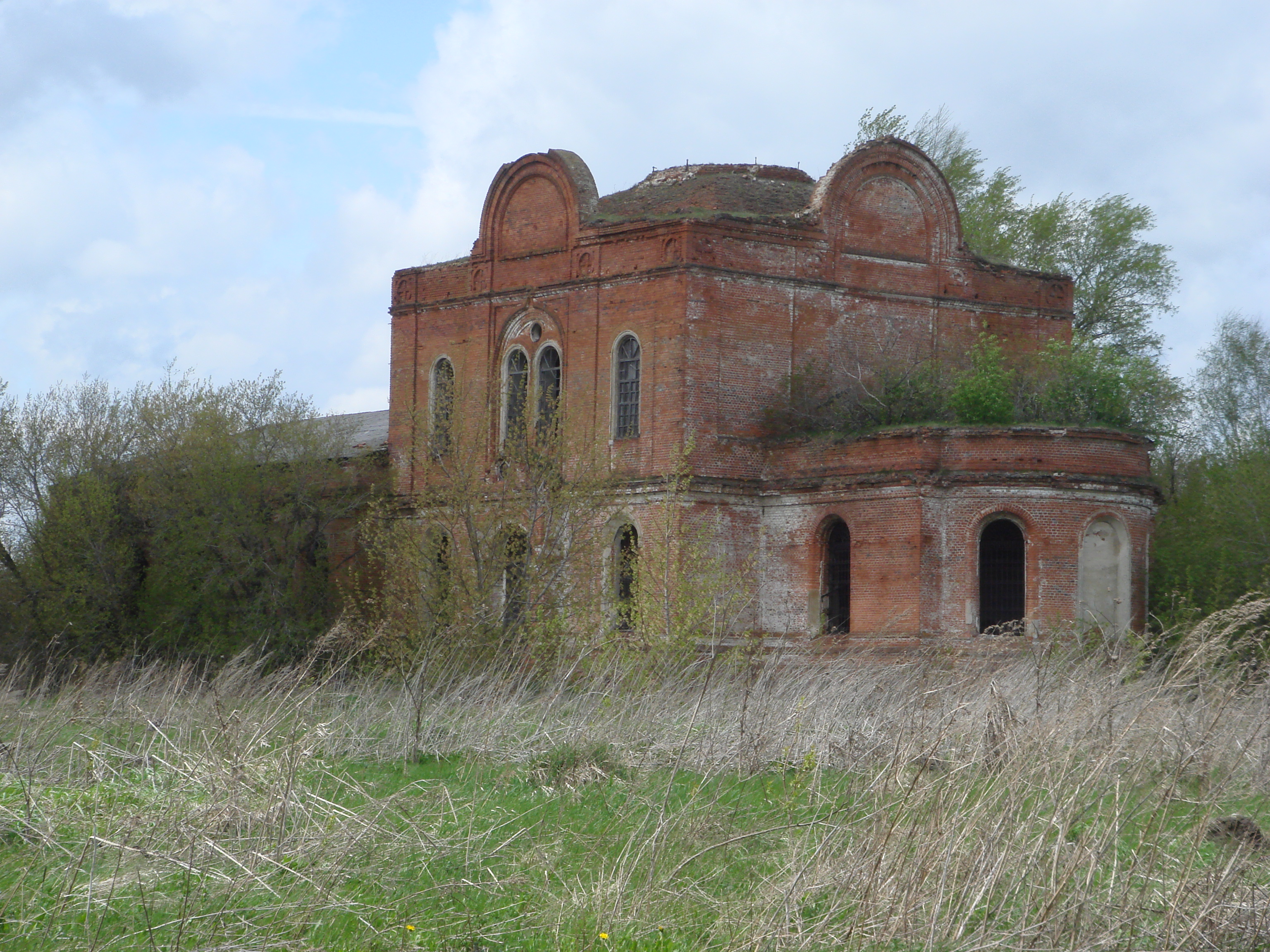
Церковь Воскресения Христова

В конце XVIII века в селе была построена и освящена новая церковь Воскресения Христова.
В 1902 году село упоминалось с двойным названием — Самодуровка (Ново-Никольское).
10 января 1966 года указом Президиума Верховного Совета РСФСР село Самодуровка было переименовано в село Зорино в честь уроженца села Героя Советского Союза Сергея Петровича Зорина.

## Население
| 1859 | 1897  | 1906  | 2010 |
| ---- | ----- | ----- | ---- |
| 1560 | ↗3114 | ↗3118 | ↘11  |

## Достопримечательности
- Церковь Воскресения Христова в Зорине